# 艦対艦ミサイル
艦対艦ミサイル（かんたいかんミサイル、英語: ship-to-ship missile, SSM）は、水上艦艇から発射される対艦ミサイルのこと。

## 概要
対艦ミサイルはまず空対艦ミサイル（ASM）として実用化され、第二次世界大戦末期にはドイツ空軍が実戦投入していたほか、アメリカ海軍でも開発が進められていた。一方、その艦載化という点ではソ連海軍が先行しており、まず短射程のP-15（SS-N-2）を先行して開発し、1959年よりミサイル艇に搭載して配備を開始した。また翌1960年には、250海里 (460 km)という長大な射程を誇るP-6（SS-N-3）が登場し、こちらはアメリカ海軍の空母任務部隊への対抗策として、潜水艦やミサイル巡洋艦に搭載された。1967年には、ソビエト連邦から提供されたP-15ミサイルを搭載したエジプト海軍のミサイル艇がイスラエル海軍の駆逐艦「エイラート」を撃沈する事件が発生し、西側諸国にSSMの脅威を強く印象づけた。
これに対し、アメリカ海軍では当初艦対空ミサイル（SAM）で対艦兵器も兼用する方針であり、また大戦中に建造された砲装型巡洋艦などの強力な艦砲が多数残っていたこともあって、艦上発射型の巡航ミサイルはまず対地用の戦略兵器として配備された。一方、西側諸国のなかでも周辺諸国に対して海上兵力で劣勢にあった北ヨーロッパ諸国やイスラエルでは早くから艦対艦ミサイルに着目しており、1966年にはスウェーデンがRB 08を、また1972年にはイスラエルがガブリエル、ノルウェーがペンギンを配備した。1973年の第四次中東戦争では、イスラエルとシリアのミサイル艇同士の交戦（ラタキア沖海戦）が発生し、海戦のミサイル化を象徴する戦闘となった。
これらは艦上発射を前提として開発されたものであったが、その後はハープーンなどASMと共通化したSSMが主流となっていった。また、当初は単に小さく高速であるというだけで要撃を避けることができていたが、水上艦の側でもミサイルの脅威に対抗するため電子攻撃やCIWSなど対艦ミサイル防御（ASMD）の技術を発達させていったことから、後にはミサイルの側でも、超低空飛行（シースキミング）やレーダー反射断面積（RCS）の低減によって敵からの探知を避けたり、超音速化によって要撃のための余裕を与えないようにしたりといった策を講じていくことになった。
なお、対艦ミサイルでは水上艦を標的とするために遠距離からの目標の探知・捕捉に困難が伴うが、特にSSMでは発射プラットフォームも水上にあり、自ら目標を探知・捕捉できる範囲が限られるため、電波水平線 (Radar horizon) 以遠の敵との交戦が問題となる。このため、ラタキア沖海戦など初期のSSMによる交戦はいずれも比較的短距離で戦われており、またエグゾセSSMの初期モデル（MM38）が開発された際には、その発射プラットフォームとして想定されていた小型艦艇のレーダーや電波探知装置での探知距離とマッチする程度の射程でよいと考えられて、あえて延伸は試みられなかった。これに対し、初期から遠距離攻撃をも志向していたソビエト連邦では、航空機や衛星（レゲンダ）によるISRシステムの構築を図っていたほか、艦自身も簡易的なOTHレーダーを搭載した。またNATO諸国でも、後にはSSMの射程延伸を図るとともに、LAMPSなど艦載ヘリコプターによって目標を捕捉する体制を整備した。

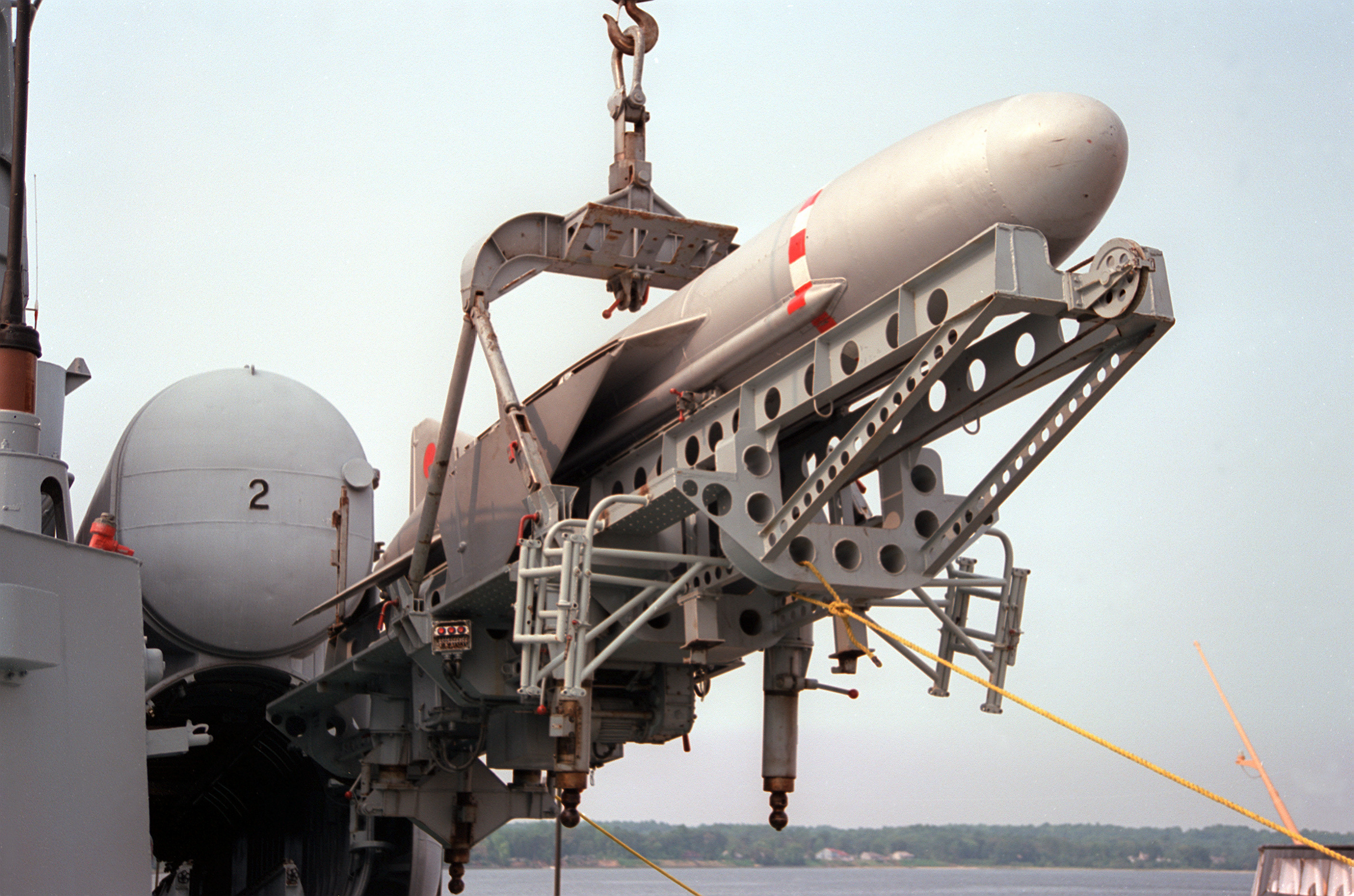
P-15 SSM
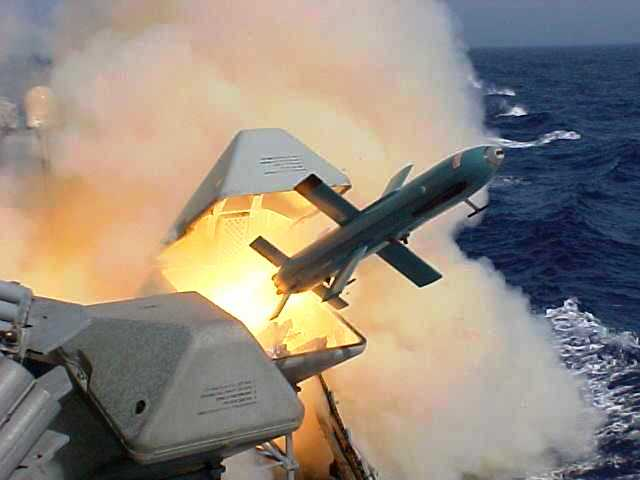
ガブリエルSSM
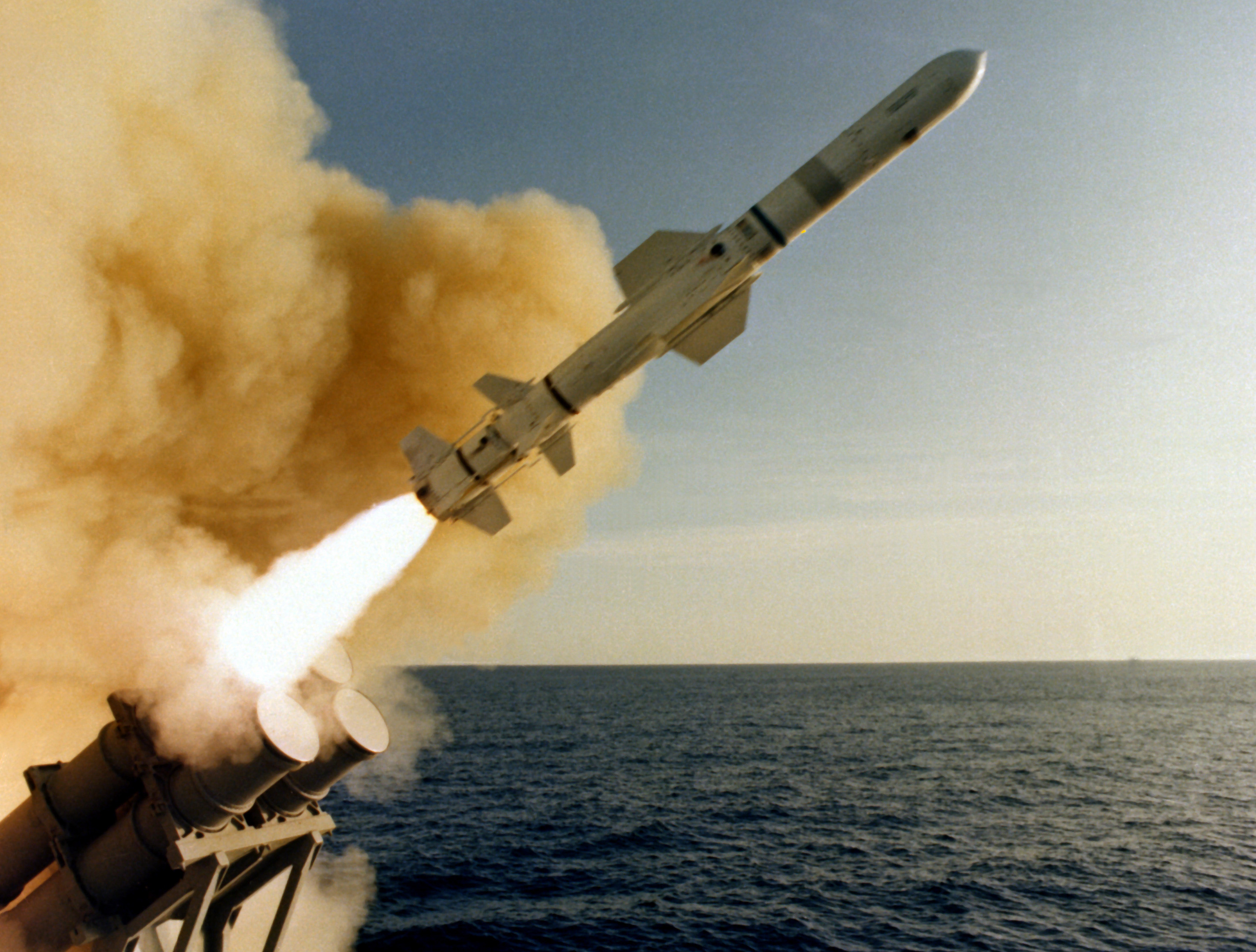
ハープーンSSM

## 主な機種
アメリカ合衆国
- スタンダード
- ハープーン
- トマホークTASM
- LRASM（開発中）

 イギリス
- シースクア[注 1]

 イスラエル
- ガブリエル

 イタリア
- マルテ（英語版）
- オトマート

 韓国
- 海星

 北朝鮮
- 金星3

 スウェーデン
- RB-08
- RBS-15M

 ソビエト連邦/ ロシア
- P-15 テルミート（SS-N-2 スティクス）
- P-6（SS-N-3 シャドック）
- P-70 アメチースト（SS-N-7 スターブライト）
- P-120 マラヒート（SS-N-9 サイレン）
- P-500 バザーリト（SS-N-12 サンドボックス）
- P-700 グラニート（SS-N-19 シップレック）
- P-1000 ヴルカーン（SS-N-12 サンドボックス）
- 3M24 ウラン（SS-N-25 スイッチブレード）
- P-270 モスキート（SS-N-22 サンバーン）
- P-800 オーニクス（SS-N-26 ストロバイル）
  - ブラモス[注 2]

 台湾
- 雄風I型
- 雄風II型
- 雄風III型

 中国
- SY-1
- YJ-8
  - YJ-83[注 3]
- YJ-62
- YJ-18

 日本
- 90式艦対艦誘導弾（SSM-1B）
- 17式艦対艦誘導弾（SSM-2）

 ノルウェー
- ペンギン
- NSM

 フランス
- エグゾセ